# Neta patuxentica
Neta patuxentica är en svampart som beskrevs av Shearer & J.L. Crane 1971. Neta patuxentica ingår i släktet Neta, divisionen sporsäcksvampar och riket svampar.   Inga underarter finns listade i Catalogue of Life.